# Cremlingen
Cremlingen è un comune di 12 959 abitanti della Bassa Sassonia, in Germania.
Appartiene al circondario (Landkreis) di Wolfenbüttel (targa WF).
Il 1º marzo 1974 ha incorporato i territori di alcuni comuni soppressi appartenenti al dissolto circondario di Braunschweig: Abbenrode, Destedt, Gardessen, Hemkenrode, Hordorf, Klein Schöppenstedt, Schandelah, Schulenrode e Weddel.